# Siège de Port Hudson
Guerre de Sécession
Batailles
Campagne de Port Hudson
- Forts Jackson et St-Philip
- La Nouvelle-Orléans
- Baton Rouge
- 1re Donaldsonville
- Georgia Landing
- Plains Store
- Port Hudson

Le siège de Port Hudson est une bataille de la campagne du Bas-Mississippi (ou campagne de la vallée du Mississippi) qui se déroule entre le 21 mai et le 9 juillet 1863, alors que les troupes de l'Armée de l'Union attaquent et encerclent la ville de Port Hudson sur les rives du Mississippi, durant la guerre de Sécession.
De concert avec l'offensive contre Vicksburg d'Ulysses Simpson Grant, l'armée du Golfe de Nathaniel Prentice Banks se dirige vers la place forte confédérée de Port Hudson, sur le fleuve Mississippi. Le 27 mai 1863, après que leurs assauts sont repoussés, les troupes de l'Union entament un siège qui dure 48 jours. Banks renouvelle son assaut le 14 juin, mais les défenseurs le repoussent à nouveau. Le 9 juillet 1863, après avoir été informée de la chute de Vicksburg, la garnison confédérée de Port Hudson capitule, laissant ainsi à l'Union la maîtrise de la navigation sur le Mississippi depuis sa source jusqu'à La Nouvelle-Orléans.

## Contexte
Depuis le début de la guerre de Sécession en avril 1861, le Nord et le Sud font du contrôle du fleuve Mississippi un enjeu stratégique majeur. La Confédération doit en conserver la maîtrise pour transporter les marchandises qui lui sont indispensables ; l'Union veut couper cette voie d'approvisionnement et ouvrir une brèche qui divisera les États et territoires confédérés. Pour le Sud, la partie du Mississippi qui comprend son confluent avec la rivière rouge du Sud est particulièrement important. La rouge du Sud est la principale voie d'approvisionnement de la Confédération entre l'est et l'ouest : le sel, le bétail et les chevaux voyagent en descendant le courant depuis la région occidentale du Trans-Mississippi ; dans la direction opposée ce sont des hommes et des munitions qui arrivent de l'est.

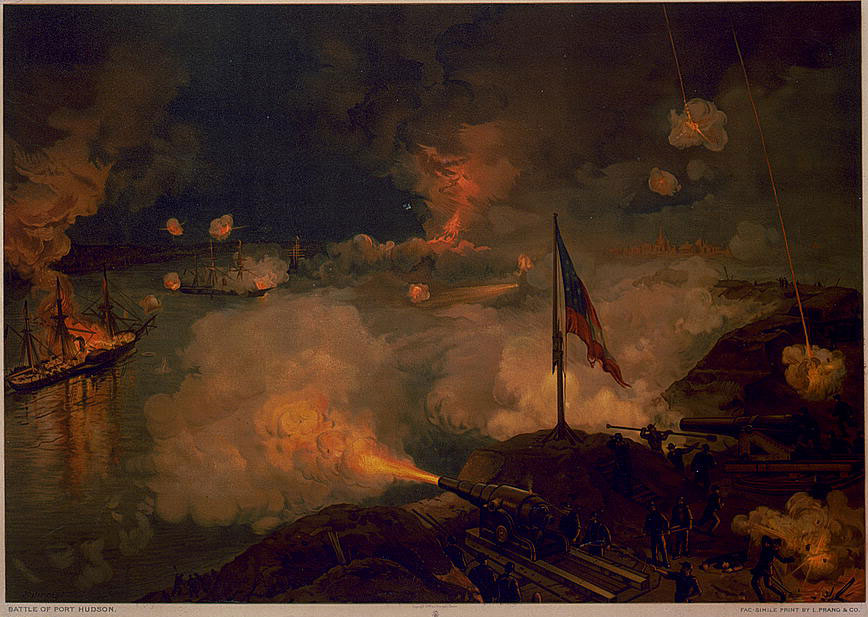
Les batteries confédérées font feu sur les canonnières de l'Union, en contrebas sur le Mississippi.

Au printemps 1862, l'Union prend le contrôle de La Nouvelle-Orléans et de Memphis. Pour conserver le contrôle de la partie centrale du fleuve, le Sud fortifie ses positions à Vicksburg et à Port Hudson.
En mai 1863, les forces navales et terrestres de l'Union entament une campagne qui doit leur assurer le contrôle de l'intégralité du fleuve Mississippi. Une armée sous le commandement d'Ulysses S. Grant commence des opérations contre les positions fortifiées de la Confédération à Vicksburg, la partie la plus septentrionale du fleuve toujours entre les mains du Sud. À peu près au même moment, une autre armée commandée par Nathaniel P. Banks se dirige vers Port Hudson, qui se trouve à l'extrémité sud. Les troupes de Bank s'opposent aux forces confédérées le 21 mai lors de la bataille de Plains Store. Le 23 mai, l'armée de Bank, qui est passée de 30 000 à 40 000 hommes pendant les opérations, a encerclé les défenses de Port Hudson. Banks espère venir rapidement à bout des forces confédérées retranchées, puis aller renforcer les troupes de Grant plus au nord à Vicksburg.
À l'intérieur des fortifications, les forces confédérées sont fortes d'environ 7 500 hommes. Leur chef est le major-Général Franklin Gardner, un New-yorkais de naissance. Son objectif est de tenir la position aussi longtemps que possible pour empêcher les troupes de Banks de rejoindre celles de Grant, mais aussi de conserver le contrôle de cette partie du Mississippi.

## Déroulement de la bataille et du siège

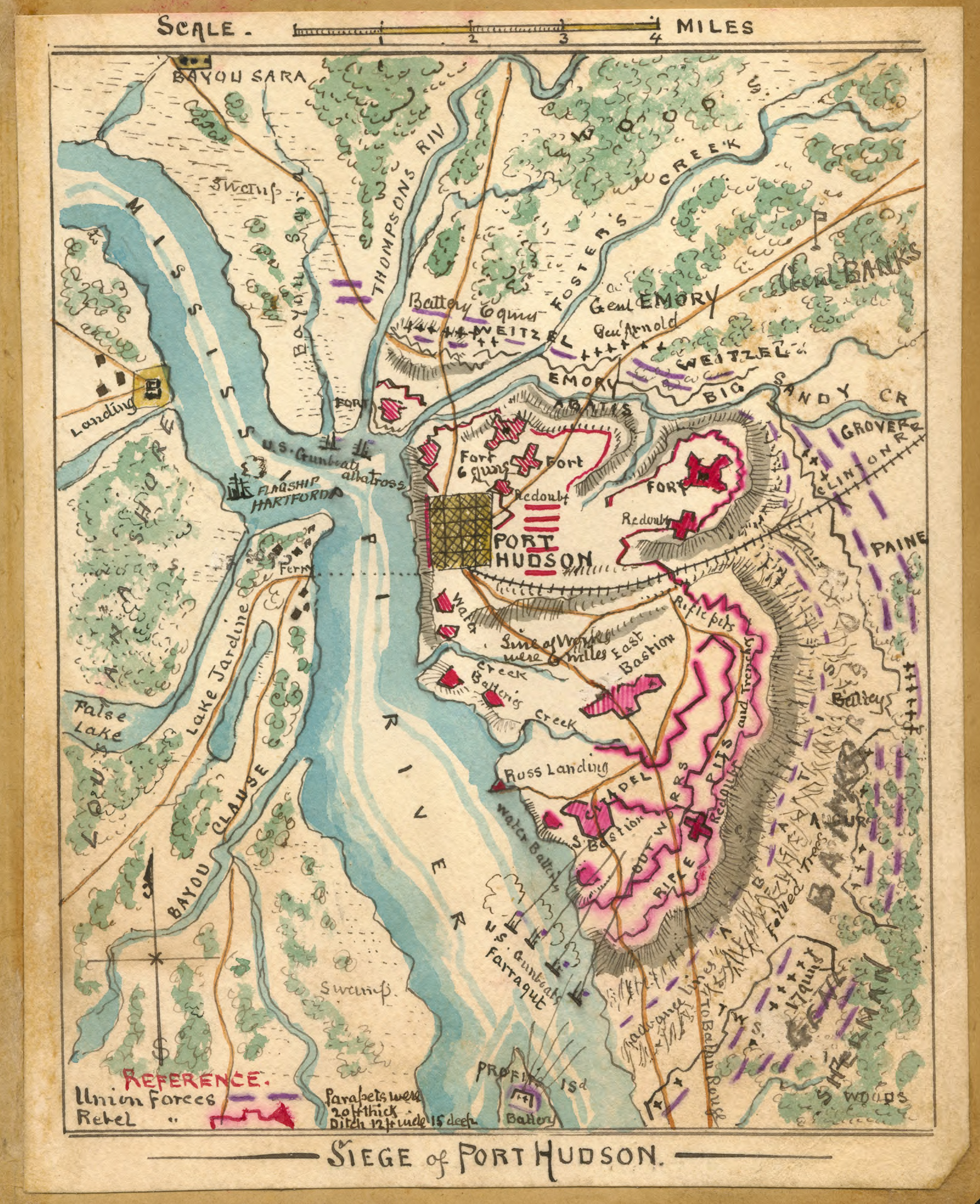
Carte de Port Hudson durant le siège, montrant les positions qu'occupaient les troupes confédérées et de l'Union.

Le matin du 27 mai 1863, sous les ordres de Banks, l'armée de l'Union lance de féroces assauts contre les longues lignes de fortifications confédérées. Mais les attaques ne sont pas coordonnées, elles se heurtent à un terrain très accidenté encombré d'abattis, et à de meurtriers feux croisés venant des canons et des fusils sudistes. Les défenseurs de Port Hudson repoussent facilement les Nordistes, leur causant de lourdes pertes.
Devant l'échec des charges contre les fortins sudistes bien protégés, le général William Dwight lance alors à l'assaut deux régiments des soldats afro-américains (le 1st Regiment Louisiana Native Guard et le 3rd Regiment Louisiana Native Guard) qui avaient jusqu'alors été affectés à des travaux de terrassement. Ils doivent, pour charger depuis leur chantier, accourir en empruntant un pont de bateaux entièrement exposé au feu ennemi, puis passer sous une falaise bien défendue, au bord d'un marécage empêchant tout déploiement. Le feu ennemi fait des coupes terribles dans les rangs des Afro-américains, qui sont repoussés par 3 fois.
Le capitaine André Cailloux, une personne de couleur libre de La Nouvelle-Orléans, officier du 1st Regiment Louisiana Native Guard, Compagnie E, meurt héroïquement avec nombre de ses hommes lors de ce premier assaut. Son nom deviendra un cri de ralliement incitant à l'enrôlement des soldats Afro-américains dans les Corps d'Afrique puis dans les U.S.C.T. (United States Colored Troops).
Les généraux de l'Union Thomas W. Sherman et Neal S. Dow sont tous deux sérieusement blessés et Edward P. Chapin est tué dans l'attaque.
Les hommes de Banks lancent un second assaut hasardeux le 14 juin. Ils sont à nouveau repoussés, déplorant encore plus de morts et de blessés, dont le commandant de la division, le brigadier-général Halbert E. Paine, qui est touché et perd une jambe.
Ces actions sont parmi les plus sanglantes de la guerre de Sécession. Les confédérés ont commencé à établir leurs défenses en 1862 et ont alors élaboré une série d'ouvrages en terre. L'un de leurs officiers donne la description qui suit de cette ligne de défenses, faite principalement de boue tassée :

« Sur environ les trois quarts d'un mile depuis le fleuve la ligne traverse une série de crêtes, de plateaux et de ravines, tirant avantage des élévations à certains endroits et accentuant la déclivité en d'autres ; sur le mile et quart suivant, elle traverse les champs de Gibbon et Slaughter ou une plaine semble s'être formée à seule fin de servir de champ de bataille ; un autre quart de mile conduit à des ravins profonds et irréguliers et trois autres quarts de mile mènent à travers champs et collines à une gorge profonde, au cœur de laquelle coule la Sandy Creek »

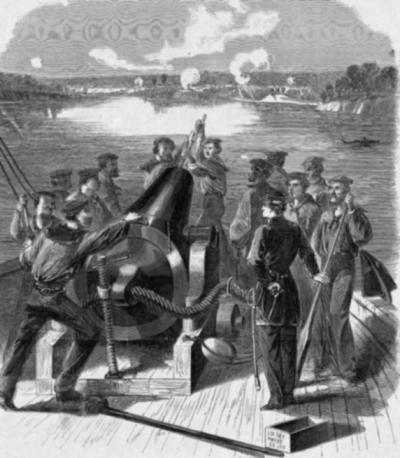
Les marins à bord de l' bombardent les forces confédérées de Port Hudson.

Les défenses élaborées qu'ils ont construites et le terrain escarpé de la zone aident les confédérés à conserver la maîtrise de cette partie du Mississippi. Les Nordistes n'ont d'autre choix que d'assiéger Port Hudson pour contrôler le fleuve.
Les combats à Port Hudson illustrent l'importance de l'artillerie sur le déroulement d'un siège. L'Armée de l'Union combine l'engagement de l'artillerie et des tireurs d'élite afin d'empêcher tout ravitaillement des défenseurs ; la Navy ajoute la voix de ses impressionnants canons de marine au bombardement.
Les confédérés répondent aux tirs de l'Union, faisant feu au moyen de leurs propres fusils et par des tirs nourris d'artillerie. Étant donné le danger de ce type de combat, chaque côté construit des ouvrages en terre afin de se protéger.
Le siège entraîne souffrances et privations, pour ceux du Nord comme du Sud, mais avant le mois de juillet les Confédérés sont en bien plus mauvaise posture que les Yankees. Ils ont épuisé la quasi-totalité de leurs réserves de nourriture et de munitions. Les combats et la maladie ont considérablement réduit le nombre d'hommes aptes à défendre les tranchées. 	Lorsque Gardner apprend la capitulation de Vicksburg, il se rend compte que sa situation est inextricable et que la poursuite des combats est vaine. Les conditions de la capitulation sont négociées et le 9 juillet 1863, les Confédérés se rendent, mettant fin à 48 jours de combats. C'est au capitaine Thornton A. Jenkins que les Confédérés remettent leurs armes, l'amiral David Farragut étant alors à La Nouvelle-Orléans.

## Conséquences
La capitulation offre à l'Union le contrôle du fleuve Mississippi, coupant les communications entre les États de l'ouest et de l'est de la Confédération. Les deux camps ont souffert de pertes importantes : l'Union compte 5 000 hommes tués ou blessés et 5 000 autres en proie aux maladies ou à l'insolation ; les forces de Gardner sont amputées de 750 hommes environ dont plusieurs centaines à la suite de maladies. Plus de 6 500 Confédérés sont envoyés en détention dans le Nord.
Après la guerre, un petit nombre de vétérans reçut la Medal of Honor pour leurs actions à Port Hudson, dont George Mason Lovering du 4th Massachusetts.